# Paskie Rokus
Paskie Salvador Maximiliaan Augusta Rokus (Arnhem, 13 juni 1992) is een Nederlandse presentator, commentator en content creator. 

## Biografie
Rokus begon zijn professionele carrière in 2017 als de eerste officiële e-sporter van voetbalclub SBV Vitesse, waar hij een tweejarig contract tekende. Voorafgaand aan deze stap had Rokus al aanzienlijke successen geboekt in de FIFA eSports scene. Hij werd twee keer Nederlands kampioen en behaalde zelfs een top 32-notering op het wereldkampioenschap FIFA 13 in Las Vegas. Deze prestaties leidden tot zijn overstap naar Vitesse, waar hij in de eDivisie namens de club uitkwam als e-sporter. In zijn eerste officiële eDivisie-wedstrijd behaalde Vitesse een dominante 6-0 overwinning op FC Twente, waarmee Rokus direct de eerste plaats in de competitie veroverde na de eerste speelronde. 
Na twee succesvolle jaren besloot Rokus eind mei 2019 zijn carrière als e-sporter te beëindigen, maar hij bleef nauw verbonden aan de club als ambassadeur en presentator.
Naast zijn carrière als e-sporter heeft Rokus zich gepositioneerd als een grote content creator, met meer dan 167.000 volgers op verschillende socialmediakanalen, waaronder YouTube, Instagram en TikTok. Hij creëert wekelijks nieuwe content, wat een belangrijk onderdeel van zijn inkomstenbronnen vormt. Daarnaast heeft Rokus samengewerkt met meer dan 100 verschillende bedrijven voor commerciële projecten.
Rokus interesse in presenteren en commentaar geven groeide in de loop der jaren, wat resulteerde in zijn aanstelling als presentator voor de eredivisie en KNVB in 2019. Naast deze rollen vervult hij meerdere functies bij de Eredivisie en de KNVB, waaronder als social host, waar hij samenwerkt met spelers van diverse Eredivisie-clubs. Ook neemt hij regelmatig items op voor de KNVB met spelers van het Nederlands Elftal.

## E-Sports prestaties
- 1e plaats NK Gaming FIFA 12 (XBOX 360)[3]
- Top 32 WK Virgin Gaming Las Vegas FIFA 13 (PS3)[4]
- 1e plaats NK Media Markt FIFA 15 (PS4)
- Winnaar Goal van het Seizoen E-Divisie 2018-19 FIFA 19 (XBOX One)

## YouTube prestaties
- Op 9 juli 2020 behaalde Rokus 100.000 abonnees op YouTube.
- Tijdens een live uitzending met meer dan 10.000 live kijkers, op 23 december 2019, behaalde Rokus zijn eerste TOP 100 score ooit tijdens de FUT Weekend League.